# セバスティアン・レリオ
セバスティアン・レリオ・ワット（Sebastián Lelio Watt, 1974年3月8日 - ）は、チリの映画監督、脚本家、映画プロデューサー、編集技師。

## 生い立ち
アルゼンチンのメンドーサで生まれ、2歳の時に母親と共にチリのビニャ・デル・マールに移る。レリオは自身の幼少期を「遊牧民」と表現しており、「21歳までにチリの色んな都市を移り渡っていた。アメリカと、母方の家族の出身地のビニャ・デル・マールにも住んだことがある。（中略）同じ都市に2、3年以上過ごしたことが無かった」と説明した。
出生時の姓がレリオである彼は後に養父と同じカンポに変更したが、1本目の映画を公開した後に実父と同じレリオに戻した
。

## キャリア
アンドレス・ベーリョ国立大学でジャーナリズムを1年学んだ後、チリ映画学校を卒業する。彼は多くの短編映画やミュージックビデオを監督した。2003年、彼はアメリカ同時多発テロ事件の未編集資料を基にしたドキュメンタリー『Cero』をカルロス・フエンテスと共同で監督し、公開する。また様々な社会経済的背景からチリの家庭の日常を追ったドキュメンタリー番組『Mi mundo privado』を2シーズンにわたって監督し、アルツァーゾア賞やエミー賞にノミネートされた。
2005年、長編映画監督デビュー作『La Sagrada Familia』がサン・セバスティアン国際映画祭で初演される。撮影3日間、編集に1年以上をかけたこの映画は100以上の映画祭で上映され、国内外の多くの賞を獲得した。2009年に長編監督2作目『Navidad』がカンヌ国際映画祭で上映される。
2011年には監督第3作『デストロイ8.8』がロカルノ国際映画祭で初演される。この作品では2010年のチリ地震後に脱獄した囚人が描かれる。
2012年に長編4作目『グロリアの青春』がサン・セバスティアン国際映画祭でプログレス賞を獲得する。同作は2013年のベルリン国際映画祭コンペティション部門で初演され、主演のパウリナ・ガルシアが女優賞を獲得する。
2017年には長編監督第5作『ナチュラルウーマン』が公開され、第90回アカデミー賞でチリ代表作としては初めて外国語映画賞を獲得する。

## フィルモグラフィ

### 長編映画
- La sagrada familia (2005) 監督・脚本・編集
- Navidad (2009) 監督・脚本・編集
- デストロイ8.8 El año del tigre (2011) 監督・製作・脚本・編集
- グロリアの青春 Gloria (2013) 監督・製作・脚本・編集
- ナチュラルウーマン Una mujer fantástica (2017) 監督・脚本
- ロニートとエスティ 彼女たちの選択 Disobedience (2017) 監督・脚本
- グロリア 永遠の青春 Gloria Bell (2018) 監督・脚本・原案・製作
- 聖なる証（英語版） (2022) 監督・脚本

### 短編映画
- 4 (1995) 監督・脚本
- Cuatro (1996) 監督・脚本
- Smog (2000) 監督・脚本
- Fragmentos urbanos (2002) 監督・脚本
- Ciudad de maravillas (2002) 監督・脚本
- Carga vital (2003) 監督・脚本